# Хайлигенберг
Хайлигенберг (на немски: Heiligenberg) е община в Баден-Вюртемберг, Германия с 3032 жители (към 31 декември 2017). Намира се в района на Боденското езеро.
Хайлигенберг е споменат за пръв път 1083 г. в документ като Mons Sanctus.
- Дворец Хайлигенберг